# Sc Heerenveen in het seizoen 2015/16 (vrouwen)
Het seizoen 2015/2016 was het 9e jaar in het bestaan van de Heerenveense vrouwenvoetbalclub sc Heerenveen. De club kwam uit in de Eredivisie en heeft deelgenomen aan het toernooi om de KNVB beker.

## Eredivisie
|       | ADO Den Haag | AFC Ajax | PEC Zwolle | PSV   | SC Telstar | FC Twente |
| ----- | ------------ | -------- | ---------- | ----- | ---------- | --------- |
| Thuis | 1 – 1        | 0 – 4    | 1 – 1      | 1 – 1 | 2 – 3      | 1 – 3     |
| Uit   | 2 – 0        | 4 – 1    | 1 – 2      | 3 – 1 | 1 – 1      | 3 – 0     |
|       |              |          |            |       |            |           |
|       | ADO Den Haag | AFC Ajax | PEC Zwolle | PSV   | SC Telstar | FC Twente |
| Thuis | 0 – 3        | 0 – 0    | 3 – 0      | 1 – 2 | 2 – 1      | 0 – 5     |
| Uit   | 3 – 0        | 1 – 0    | 2 – 3      | 6 – 0 | 2 – 1      | 2 – 0     |

## KNVB beker
| Achtste finale                                                     | SC Buitenveldert | 0 – 0 (0 – 0) Buitenveldert w.n.s. | sc Heerenveen |
| 6 februari 2016 Plaats: Amsterdam Stadion: Sportpark Buitenveldert |                  |                                    |               |

## Statistieken sc Heerenveen 2015/2016

### Eindstand sc Heerenveen Vrouwen in de Eredivisie 2015 / 2016
| Stand | Gespeeld | Gewonnen | Gelijk | Verloren | Punten | Doelpunten voor | Doelpunten tegen | Gele kaarten | Rode kaarten |
| ----- | -------- | -------- | ------ | -------- | ------ | --------------- | ---------------- | ------------ | ------------ |
| 6e    | 24       | 4        | 5      | 15       | 17     | 21              | 54               | 12           | 0            |

### Topscorers
| #      | Naam                    | Goal |
| ------ | ----------------------- | ---- |
| 1.     | Marlies Slegter         | 5    |
| 2.     | Maly Breed              | 3    |
| 2.     | Simone Kets             | 3    |
| 3.     | Tiny Hoekstra           | 2    |
| 3.     | Nathalie van den Heuvel | 2    |
| 4.     | Charissa Burgwal        | 1    |
| 4.     | Carmen de Mare          | 1    |
| 4.     | Ingrid Schuiten         | 1    |
| 4.     | Lianne de Vries         | 1    |
| 4.     | Dorien Zeinstra         | 1    |
| Totaal | Totaal                  | 21   |

| #      | Naam        | Goal |
| ------ | ----------- | ---- |
| –      | Geen speler | 0    |
| Totaal | Totaal      | 0    |

### Kaarten
| #      | Naam             |    |
| ------ | ---------------- | -- |
| 1.     | Marlies Slegter  | 3  |
| 2.     | Lydia Borg       | 2  |
| 3.     | Maly Breed       | 1  |
| 3.     | Esmay Bruil      | 1  |
| 3.     | Charissa Burgwal | 1  |
| 3.     | Tiny Hoekstra    | 1  |
| 3.     | Carmen de Mare   | 1  |
| 3.     | Ingrid Schuiten  | 1  |
| 3.     | Pascalle Tang    | 1  |
| Totaal | Totaal           | 12 |

| #      | Naam        |   |
| ------ | ----------- | - |
| –      | Geen speler | 0 |
| Totaal | Totaal      | 0 |

| #      | Naam        |   |
| ------ | ----------- | - |
| –      | Geen speler | 0 |
| Totaal | Totaal      | 0 |